# 福地春男
福地 春男（ふくち はるお、1899年（明治32年）3月30日 - 1953年（昭和28年）12月9日）は、日本の陸軍軍人。最終階級は陸軍少将。

## 経歴
佐賀県出身。陸軍少佐・福地守太郎の長男として生まれる。佐賀中学校（現佐賀県立佐賀西高等学校）、熊本陸軍地方幼年学校、中央幼年学校を経て、1920年（大正9年）5月、陸軍士官学校（32期）を卒業。同年12月、砲兵少尉に任官し近衛野砲兵連隊付となる。1923年（大正12年）12月、陸軍砲工学校高等科（29期）を卒業した。1924年（大正13年）3月から7月まで陸軍戸山学校学生となる。陸軍野戦砲兵学校付などを経て、1930年（昭和5年）11月、陸軍大学校（42期）を卒業した。
1930年12月、近衛野砲兵連隊中隊長に就任。1931年（昭和6年）12月、参謀本部付勤務となり、参謀本部付（ハバロフスク駐在）、参謀本部員を務め、1935年（昭和10年）8月、砲兵少佐に進級。1936年（昭和11年）8月、イラン公使館付武官に発令され1938年（昭和13年）8月まで在任。この間、1938年（昭和13年）3月、砲兵中佐に昇進。同年12月、関東軍司令部付（ハルビン特務機関員）となり、1940年（昭和15年）8月、砲兵大佐に進んだ。
1940年9月、第5軍参謀に就任。1941年（昭和16年）10月、第28師団参謀長に転じ、1944年（昭和19年）8月、陸軍少将に進級。その後、第28師団は南西諸島に転用された。1945年（昭和20年）2月、香港占領地総督府参謀副長に転じ、同年4月、第23軍参謀副長を兼務し終戦を迎えた。その後、BC級戦犯容疑で逮捕され、1947年（昭和22年）2月、上海法廷で終身刑の判決を受けた。1948年（昭和23年）1月31日、公職追放仮指定を受けた。1953年12月、巣鴨拘置所で獄死した。